# Terlingua
Terlingua (en anglais [tərˈlɪŋɡwə]) est un ancien district minier et une zone désignée par recensement dans le sud-ouest du comté de Brewster au Texas. 

## Géographie
Terlingua est située à proximité du Rio Grande, près des villages texans de Lajitas et Study Butte, et du village mexicain de Santa Elena. Son nom (sans doute une déformation de l'espagnol tres lenguas : « trois langues » ) vient de la rivière Terlingua creek (en), un affluent du Rio Grande.

## Histoire
La ville est née à la suite de la découverte de cinabre, permettant l'exploitation du mercure. L'arrivée de nombreux mineurs a alors permis à la ville d'atteindre 2 000 habitants au milieu du XIXe siècle. En 1900, quatre compagnies minières exploitaient le site,,. 
De cette activité, ne subsistent que la ville fantôme de la compagnie Chisos mining fondée par Howard Perry, ainsi que quelques puits de mines abandonnés et scellés. 
La population de Terlingua n'était plus que de 58 au recensement 2010.
À cause de sa proximité avec le parc national de Big Bend, Terlingua est aujourd'hui une destination touristique essentiellement pour les visiteurs du parc. 
Terlingua apparaît dans le film Paris, Texas de Wim Wenders.
Terlingua est la ville centrale de la série docu-fiction Badlands Texas visible sur Netflix.

## Divers
La ville a donné son nom à un minéral, la terlinguaïte, décrite en 1900 par W. H. Turner. C'est un oxychlorure de mercure découvert dans la mine Mariposa de Terlingua.